# Leptolalax sabahmontanus
Espèce
Leptolalax sabahmontanus est une espèce d'amphibiens de la famille des Megophryidae.

## Répartition
Cette espèce est endémique des montagnes du Sabah en Malaisie orientale. Elle se rencontre entre 754 et 1 500 m d'altitude.

## Étymologie
Cette espèce est nommée en référence au lieu de sa découverte, les montagnes du Sabah.

## Publication originale
- Matsui, Nishikawa & Yambun, 2014 : A new Leptolalax from the mountains of Sabah, Borneo (Amphibia, Anura, Megophryidae). Zootaxa, no 3753, p. 440–452.